# Nemesia Achacollo

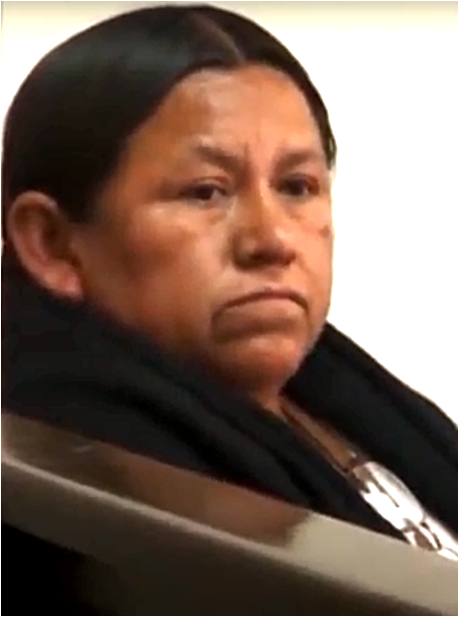
Achacollo Tola là một nhà lãnh đạo chính trị và công đoàn người Bolivia

Nemeia (đôi khi được viết là Nemecia) Achacollo Tola là một nhà lãnh đạo chính trị và công đoàn người Bolivia. Bà đã từng là Bộ trưởng Bộ Phát triển Nông thôn và Đất đai trong gần năm năm, và là cựu chủ tịch của Liên đoàn Phụ nữ Campesino của Bartolina Sisa của Bolivia. Bà được Tổng thống Evo Morales bổ nhiệm vào Bộ vào tháng 1 năm 2010, sau một thời gian dài lãnh đạo công đoàn tại Santa Cruz quê hương của bà.
Với tư cách là Bộ trưởng, bà đã chủ trì Quỹ bản địa (chính thức là Quỹ phát triển cho người bản địa và cộng đồng nông dân bản địa; Tây Ban Nha: Fondo de Desarrollo para Pueblos Indígenas Originarias y Comunidades Campesinas; FDPPIOYCC). Khi các cáo buộc tham nhũng phổ biến trong các khoản giải ngân từ Quỹ bản địa xuất hiện vào tháng 12 năm 2013, Achacollo đã được kêu gọi để làm chứng về vấn đề này. Mặc dù gia tăng các lời kêu gọi từ chức, cô đã nhận được một phiếu tín nhiệm từ Hội đồng Lập pháp Plurinational vào tháng 3 năm 2015. Bà đã từ chức vị trí Bộ trưởng vào ngày 31 tháng 8 năm 2015, tiếp tục từ chối trách nhiệm hình sự đối với các khoản lỗ hàng triệu đô-la Bolivia của quỹ này.
Achacollo là con gái thứ hai của những người di cư nông nghiệp đến Yapacaní từ Oruro. Bà trở thành lãnh đạo phòng ban của liên đoàn Bartolina Sisa cho Santa Cruz năm 2001; lãnh đạo phòng ban của Phong trào xã hội chủ nghĩa vào ngày 1 tháng 5 năm 2003; và Thư ký điều hành của liên đoàn Bartolina Sisa quốc gia năm 2004.